# Oligobrachia webbi
Oligobrachia webbi är en ringmaskart som beskrevs av Brattegard 1966. Oligobrachia webbi ingår i släktet Oligobrachia och familjen skäggmaskar. Inga underarter finns listade i Catalogue of Life.